# 学校法人福山大学
学校法人福山大学（がっこうほうじんふくやまだいがく）は、日本の学校法人。

## 概要
広島県福山市にて福山大学と福山平成大学を運営する。

## 運営する教育施設
- 福山大学
- 福山平成大学

## 沿革
- 1975年　福山大学開学。経済学部経済学科、工学部電子電気工学科・土木工学科を設置。
- 1976年　工学部建築学科を設置。
- 1979年　大学院工学研究科を設置。
- 1982年　薬学部薬学科、生物薬学科を設置。
- 1986年　工学部情報処理工学科、生物工学科を設置。
- 1987年　大学院薬学研究科を設置。
- 1989年　経済学部経営情報学科、工学部食品工学科を設置。
- 1991年　大学院経済学研究科、工学部機械工学科を設置。
- 1994年　経済学部経営情報学科を分離し、福山平成大学が広島大学生物生産学部御幸農場跡に開学。経営学部に経営情報学科、経営法学科、経営福祉学科の3学科を設置。
- 1996年　福山大学経済学部国際経済学科を設置。
- 1998年　福山大学工学部海洋生物工学科を設置。
- 2000年　福山大学人間文化学部人間文化学科、環境情報学科を設置。
- 2000年　福山平成大学大学院経営学研究科開設
- 2002年　福山大学工学部応用生物科学科（食品工学科を1999年に改称）・海洋生物工学科を改組し、生命工学部を設置。
- 2004年　福山大学人間文化学部心理学科を設置。
- 2004年　福山平成大学経営学部経営福祉学科を改組し、福祉健康学部（福祉学科、健康スポーツ科学科）を設置。
- 2006年　福山大学経済学部税務会計学科を設置。薬学部を6年制に移行。
- 2008年　福山駅北口前に宮地茂記念館竣工。同館内に福山大学孔子学院及び社会連携研究推進センターを開設。